# Футбольний матч Барбадос — Гренада (1994)
27 січня 1994 року збірні Барбадосу і Гренади з футболу грали одна проти одної в рамках кваліфікаційного раунду до Карибського кубку 1994. Завдяки незвичайному правилу забитих голів, а також відповідним позиціям двох команд у турнірній таблиці, в інтересах спочатку Барбадосу, а потім Гренади, було забити гол у власні ворота. Результат був описаний як «один із найдивніших футбольних матчів в історії».
Організатори турніру ввели правило, згідно з яким всі матчі повинні були мати переможця, а також обрали незвичний варіант правила Золотого голу, відповідно до якого перший гол, забитий у додатковий час не лише виграє матч, але й зараховується як подвійний. Остаточний рахунок був 4-2, але завдяки правилам турніру переможець досягнув різниці в два м'ячі після регулярних 90 хвилин, забивши лише один гол. Барбадос почав матч з потребою виграти з перевагою щонайменше у два м'ячі, щоб вийти у фінальну частину турніру. Коли Гренада відзначилася в основний час, довівши рахунок до 2-1, Барбадос навмисно забив гол у свої ворота, щоб перевести гру в додатковий час, де вони могли б здобути потрібну їм перемогу в два м'ячі завдяки нестандартному правилу «золотого гола».

## Передумови
Карибський Кубок 1994 був п'ятим розіграшем Карибського Кубку і відбувався в Тринідад і Тобаго. Кваліфікація проходила в різних інших місцях по всьому Карибському басейну на початку 1994 року. Барбадос, Гренада та Пуерто-Рико були посіяні до Групи 1. Організатори турніру вирішили, що будь-які матчі, у яких рахунок буде нічийним після закінчення звичайних 90 хвилин, повинні перейти в додатковий час, причому «золотий» гол зараховувався за два. 23 січня круговий турнір стартував в Барбадосі, де місцева команда програла команді Пуерто-Рико з рахунком 0-1. Два дні по тому Гренада перемогла Пуерто-Рико з рахунком 2-0 завдяки одному «золотому» голу в додатковий час. Це вивело Гренаду на перше місце у своїй групі з трьома очками і різницею м'ячів +2. Таким чином, єдиний спосіб, яким Барбадос міг вийти до фіналу, полягав у перемозі над Гренадою з перевагою принаймні у два м'ячі.
Перед матчем турнірне положення у групі було таким:
| Команда     | І | В | Н | П | ЗМ | ПМ | РМ | О |
| ----------- | - | - | - | - | -- | -- | -- | - |
| Гренада     | 1 | 1 | 0 | 0 | 2  | 0  | +2 | 3 |
| Пуерто-Рико | 2 | 1 | 0 | 1 | 1  | 2  | −1 | 3 |
| Барбадос    | 1 | 0 | 0 | 1 | 0  | 1  | −1 | 0 |

## Матч
Матч розпочався за заведеним порядком, і Барбадос забив два м'ячі, досягши потрібної йому переваги у два м'ячі. Однак, на 83-й хвилині ситуація змінилася, коли Гренада забила гол. Цей гол вивів би до фіналу Гренаду, якби Барбадос не зміг забити знову. Збірна Барбадосу намагалася забити протягом наступних кількох хвилин, але, оскільки це не вдавалося, то вони перейшли до альтернативної стратегії, перевести гру в додатковий час, щоб спробувати досягти переваги у два м'ячі у ньому. На 87-й хвилині вони припинили атакувати, і захисник Сілі та голкіпер Горацій Стаут почали передавати м'яч один одному, перш ніж навмисне забити гол у власні ворота.
Тепер рахунок був 2-2 лише за три хвилини до кінця основного часу. Гренадські гравці розгадали план Барбадосу, і зрозуміли, що вони потраплять в плей-оф, якщо заб'ють гол у будь-які ворота. Це лишало матч у дуже незвичному положенні, де жодна команда не мала «своїх» воріт, а радше одна команда намагалася забити гол у будь-які ворота, тоді як інша команда намагалася захистити обидва. Наступні три хвилини гравці Барбадосу успішно захищали обоє воріт, і з цим самим рахунком 2-2 гра перейшла в додатковий час, де переможний «Золотий гол» рахувався за два — тож Барбадосу було потрібно забити лише один раз, щоб кваліфікуватися до Карибського Кубку 1994. Торн забив переможний гол за Барбадос, і вони вийшли в наступний раунд.
Фінальна таблиця:
| Команда     | І | В | Н | П | ЗМ | ПМ | РМ | О |
| ----------- | - | - | - | - | -- | -- | -- | - |
| Барбадос    | 2 | 1 | 0 | 1 | 4  | 3  | +1 | 3 |
| Гренада     | 2 | 1 | 0 | 1 | 4  | 4  | 0  | 3 |
| Пуерто-Рико | 2 | 1 | 0 | 1 | 1  | 2  | −1 | 3 |

## Відгуки
Гра не отримала багато уваги, хоча у Великій Британії такі газети як Гардіан і Таймс опублікували звіти. Пізніше історія з'явилась вже 2005 року в книзі «Sports Law». Відсутність негайної уваги до теми, можливо, сприяла тому, що гра стала чимось на зразок міської легенди в спорті.
На прес-конференції після гри менеджер Гренади Джеймс Кларксон сказав:
«Я відчуваю себе обдуреним. Людина, яка придумала ці правила, повинна бути кандидатом до божевільні. Гра ніколи не повинна відбуватися з такою кількістю гравців, які зніяковіло бігають по полю. Наші гравці навіть не знали, в якому напрямку атакувати: наші ворота чи їхні. Я ніколи не бачив такого раніше. У футболі, ви повинні вразити ворота суперника, щоб виграти, а не свої».
Правило «золотого гола» було застосоване п'ять разів у кваліфікації в 1994 році й потім ніколи більше в Карибському Кубку не використовувалося.

## Після матчу
Барбадос пішов далі, згодом досягши третього місця в групі А у фінальній частині Карибського Кубку 1994 після нічиєї з Гваделупою і Домінікою і поразки від команди Тринідаду і Тобаго, який зрештою виграв турнір.
| Команда           | І | В | Н | П | ЗМ | ПМ | РМ  | О |
| ----------------- | - | - | - | - | -- | -- | --- | - |
| Тринідад і Тобаго | 3 | 2 | 1 | 0 | 7  | 0  | +7  | 7 |
| Гваделупа         | 3 | 1 | 2 | 0 | 7  | 2  | +5  | 5 |
| Барбадос          | 3 | 0 | 2 | 1 | 3  | 5  | −2  | 2 |
| Домініка          | 3 | 0 | 1 | 2 | 1  | 11 | −10 | 1 |